# Vattenpolo vid olympiska sommarspelen 1964
Vattenpoloturneringen vid Olympiska sommarspelen 1964 avgjordes i Tokyo.

## Medaljsummering
| Gren                          | Guld | Silver | Brons |
| Herrarnas vattenpoloturnering | Ungern Miklós Ambrus András Bodnár Ottó Boros Zoltán Dömötör László Felkai Dezső Gyarmati Tivadar Kanizsa György Kárpáti János Konrád Mihály Mayer Dénes Pócsik Péter Rusorán Huvudtränare: Károly Laky | Jugoslavien Ozren Bonačić Zoran Janković Milan Muškatirović Ante Nardelli Frane Nonković Vinko Rosić Mirko Sandić Zlatko Šimenc Božidar Stanišić Karlo Stipanić Ivo Trumbić Huvudtränare: Boško Vuksanović | Sovjetunionen Viktor Agejev Zenon Bortkevitj Igor Grabovskij Boris Grisjin Eduard Jegorov Nikolaj Kalasjnikov Nikolaj Kuznetsov Vladimir Kuznetsov Leonid Osipov Boris Popov Vladimir Semjonov Huvudtränare: Andrej Kistjakovskij |